# لباس المنصورية
المنصورية هي من الأزياء التقليدية المتعارف عليها عند المرأة المغربية منذ قرون في المغرب، وتتكون من قطعتين الأولى قفطان ويكون من ثوب سميك والثانية تسمى المنصورية وتكون من ثوب شفاف غالبا أبيض كما يمكن أن يكون ملونا والقطع تختلف بحسب الفترات الزمنية وقد عرفت تطورا كبيرا منذ منتصف القرن الماضي حيث أصبحت إلى جانب القفطان موضة عالمية في الثمانينات بفضل المصممين المغاربة.
نشأ هذا الزي داخل قصور سلاطين المغرب ثم انتشر بين أفراد الشعب رجالا ونساء وعمم على خدام وعبيد القصر جميعا فسمي بالزي المخزني وأبقوه على شكله القديم وليومنا هذا لا يزال خدام السلاطين المغربيين يرتدون المنصورية بشكلها القديم ولم يحدثوا بها أي تطوير لا من ناحية الأثواب أو شكل (الفصالة) محافظين على خياطتها المخزنية (مغلقة من فوق مع فتحة أو أكثر من الأمام في الأسفل).

## تاريخها
سميت المنصورية بهذا الاسم نسبة إلى احمد المنصور الذهبي السعدي الذي أضاف إلى القفطان المغربي المنتشر في عهد السلاطين المرينيين قطعة من قماش شفاف أبيض سميت بالمنصورية. يوضّح ذلك كاتب تقرير أوّل سفارة إسبانية إلى المغرب على عهد المنصور سنة 1579 بتأكيده أنّه «كان يرتدي ملابس بيضاء على الطريقة المغربية وعلى رأسه عمامة». كما جاء عن الفقيه ابن القاضي المكناسي في كتابه المنتقى المقصور على مآثر الخليفة أبي العباس المنصور ما أورده المؤرخ أحمد بن خالد الناصري في كتابه الاستقصا لأخبار دول المغرب الأقصى مايلي:
إنّ استعمال مفردة «مغربي» للحديث عن لباس السلطان ليس بالأمر الفاقد للدلالة وذلك لأنه يوضّح «التباين» مع نمط اللباس «التركي». لقد كان أحمد المنصور بصنيعه هذا يؤكّد استقلاله وسيادته وينخرط في تقاليد عريقة للخلافة الإسلامية.
و انتشر لباس المنصورية بين المغاربة ولم يعد مقتصرا على رجال فقط وليبقى متداولا حتى عصرنا هذا لتتباها به النساء المغربيات إلى جانب ألبسة أخرى كانت في العهد الموحدي والمريني كالقفطان المغربي قطعة واحدة والتكشيطة المغربية وأنواع أخرى من اللباس التقليدي المغربي والتي طورها المصممون المغاربة.

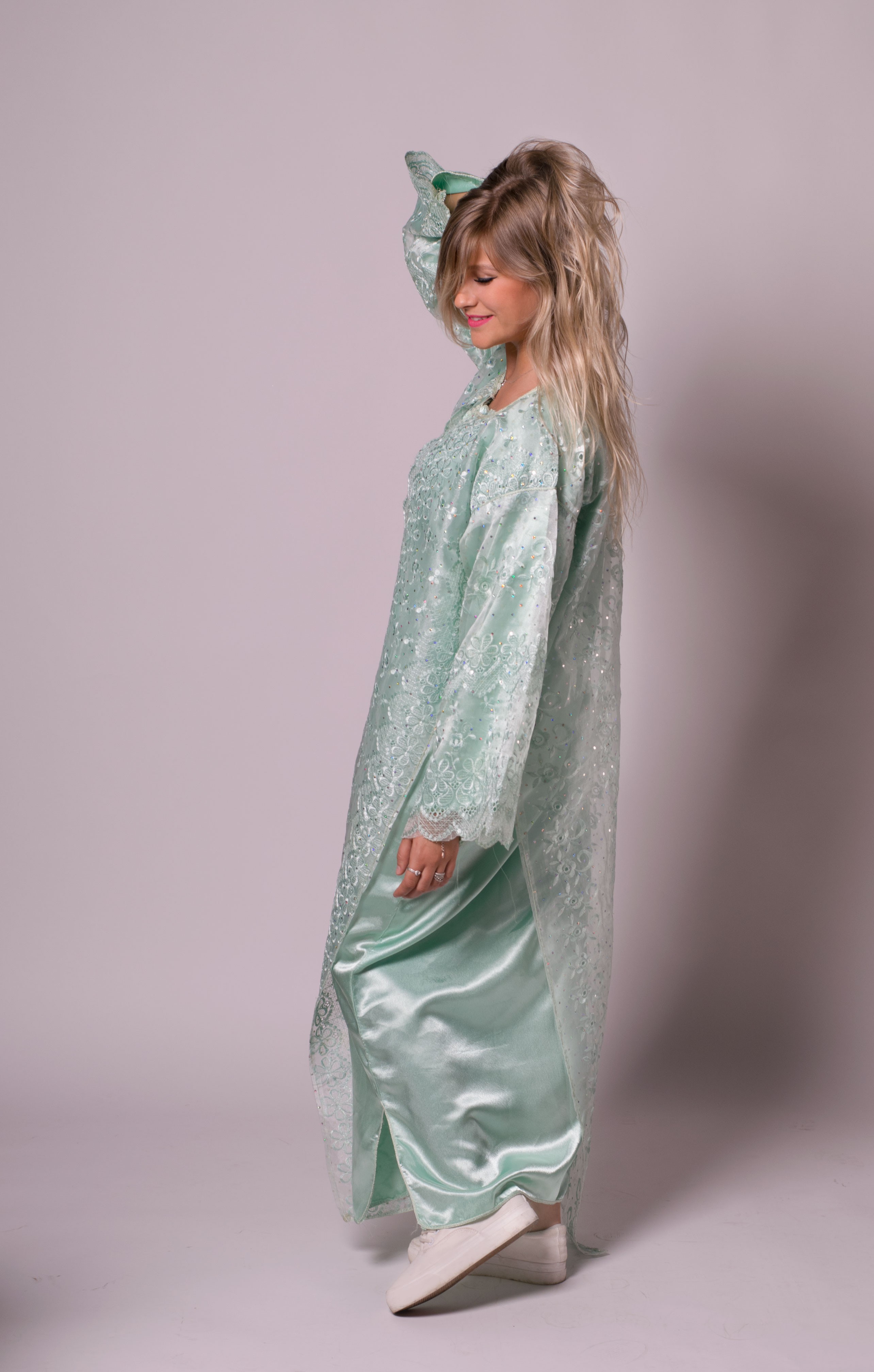
لباس مغربي للمنصورية السعدية

## تميزها عن التكشيطة
يخلط الكثير بينها وبين القفطان قطعة واحدة والتكشيطة غير أن المنصورية تختلف عن التكشيطة في عدد القطع والخياطة فالتكشيطة تتكون في الغالب من خمس قطع: الجيلي والسروال قندريسية والتحتية والقفطان ثم الفوقية (في اغلب الاحيان تكون فوقية التكشيطة بنصف كم ومنها جاء الزي الرجالي الصيفي الفوقية) والتي تسمى أيضا الدفينة لانها تدفن القفطان وهناك من تستغني عن هذه القطعة وتقتصر على ما سبق كما اعتادت النساء ارتداءها عند الخروج بإضافة قطعة الحايك المرجع.